# Marie Guévenoux
Marie Guévenoux (n. 2 noiembrie 1976, Amiens, Franța) este un politician francez.
Membră a formațiunii Démocratie libérale și colaboratoare parlamentară a lui Alain Madelin (pe atunci președintele partidului), a fost președinta mișcării „Les Jeunes avec Madelin” și a tineretului UMP („Jeunes Populaires”) între 2002 și 2004. Ulterior, a activat în mai multe cabinete ministeriale, apoi în echipa de campanie a lui Alain Juppé pentru alegerile primare prezidențiale ale partidului Les Républicains din 2016.
Retrăgându-se din campania prezidențială a lui François Fillon în urma punerii acestuia sub acuzare, s-a alăturat partidului La République en marche (LREM) și a fost aleasă deputat în a 9-a circumscripție a departamentului Essonne. Din 2017 a ocupat diverse funcții în cadrul LREM, inclusiv cea de delegată generală adjunctă între 2020 și 2022. A fost chestor al Adunării Naționale între 29 iunie 2022 și 13 februarie 2024.
A fost numită ministru delegat pentru Teritoriile de peste mări în guvernul condus de Gabriel Attal, la 8 februarie 2024, funcție pe care a deținut-o până la 21 septembrie 2024, când funcția a fost preluată de François-Noël Buffet.

## Studii
Din clasa a șasea până în ultimul an de liceu, Marie Guévenoux a urmat cursurile liceului La Providence din Amiens. Este titulară a unui master în comunicare.

## Parcurs politic

### În cadrul dreptei
Marie Guévenoux s-a alăturat în 1994 secției UNI (dreapta universitară) din cadrul Universității din Amiens. În 1999, s-a înscris în mișcarea lui Alain Madelin, Démocratie libérale, unde a ocupat funcția de consilieră responsabilă cu animarea și coordonarea federațiilor. În 2002, a devenit atașată parlamentară a lui Alain Madelin.
Ca marea majoritate a liberalilor, a aderat la UMP la înființarea acestuia în 2002. La 11 februarie 2003, este numită secretară națională a UMP responsabilă cu tineretul de către Alain Juppé, președintele partidului, succedând echipei interimare conduse de Michaël Bullara, fost secretar național al RPR pentru tineret.
În 2004, regulamentul de funcționare al Jeunes Populaires (tineretul UMP) este stabilit, permițând membrilor UMP cu vârsta sub 30 de ani să își aleagă „consilieri naționali tineri”, formând astfel conseil national des Jeunes Populaires, considerat „parlamentul” tinerilor UMP. Marie Guévenoux este aleasă și devine prima președintă a Jeunes Populaires, în cadrul universităților de vară organizate la La Baule, pe 3 septembrie 2004.
Considerată apropiată de Alain Juppé, plecarea ei a devenit rapid necesară pentru noua conducere a partidului, întruchipată de Nicolas Sarkozy. Este nevoită să demisioneze înainte de încheierea mandatului și este înlocuită în septembrie 2005 de Fabien de Sans Nicolas.
În 2005 s-a alăturat cabinetului ministerial al Brigittei Girardin, ministru delegat pentru Cooperare, Dezvoltare și Francofonie, apoi a activat în Ministerul Ecologiei, Energiei, Dezvoltării și Amenajării Durabile, condus de Alain Juppé și apoi de Jean-Louis Borloo după alegerile prezidențiale din 2007. La 1 aprilie 2009, a intrat în cabinetul lui Xavier Darcos⁠(d), ministru al Educației Naționale.
După ce a condus campania electorală a lui Xavier Darcos⁠(d) în Aquitania pentru alegerile regionale din 2010, a devenit directoare de comunicare în cabinetul lui Alain Schmitz, președinte UMP al consiliului general din Yvelines, și redactoare-șefă a revistei publicate de consiliul general.
A făcut parte din echipa de campanie a lui Alain Juppé pentru alegerile primare ale partidului Les Républicains din 2016, fiind responsabilă, printre altele, de finanțarea campaniei. În iulie 2016, devine secretară generală a campaniei. După victoria lui François Fillon, este numită directoare administrativă și financiară a campaniei prezidențiale.
La 2 martie 2017, în contextul afacerii Fillon și în urma punerii sub acuzare a candidatului, renunță să îl mai susțină pe François Fillon[10]. Totuși, rămâne angajată până la turul doi al alegerilor, ceea ce echivalează cu o lună de activitate. Întrebată de revista Marianne, Marie Guévenoux justifică semnarea acordului cu echipa lui Fillon astfel: « Am avut un conflict cu angajatorul meu din motive evidente. Am cerut să fiu transferată către o altă misiune în cadrul LR. Au refuzat și mi-au propus, la fel ca și altor angajați în aceeași situație, o soluție tranzacțională ».

### Deputată de Essonne și cadru în LREM
Aflată în relații apropiate cu Édouard Philippe – care era director general al UMP în perioada în care ea prezida organizația Jeunes Populaires –, Marie Guévenoux a fost desemnată candidată din partea formațiunii La République en marche (LREM) la alegerile legislative din 2017, în a 9-a circumscripție din Essonne, avându-l drept supleant pe Christian Chardonnet. Acesta se candidase anterior pe o listă de stânga la alegerile municipale din 2014 din Draveil. A fost aleasă deputată în al doilea tur de scrutin, cu 57,91% din voturi, în fața candidatei LR-UDI Véronique Carantois, care a obținut 42,04%.
Situată pe aripa dreaptă a grupului LREM, a susținut în mod special versiunea ministrului Gérard Collomb privind proiectul de lege pentru o imigrație controlată, un drept de azil efectiv și o integrare reușită, în timp ce unii dintre colegii săi s-au opus acestei orientări.
În noiembrie 2017, cu ocazia consiliului național al LREM, a devenit membră a biroului executiv al partidului. Împreună cu Alain Richard, a coprezidat comisia națională de învestire a LREM pentru alegerile municipale din 2020. În septembrie 2019, i-a succedat lui Grégoire Potton în funcția de trezorieră a partidului, iar în septembrie 2020 i-a urmat lui Pierre Person ca delegată generală adjunctă a formațiunii, în tandem cu Jean-Marc Borello. În noiembrie 2021, a participat la crearea alianței politice Ensemble citoyens.
În primăvara anului 2018 a fost desemnată raportoare pentru cele două proiecte de lege – unul ordinar și celălalt organic – care vizau principalele măsuri ale revizuirii constituționale: introducerea unei doze de 15% de proporționalitate, reducerea cu 30% a numărului de deputați și senatori, precum și limitarea la trei mandate identice consecutive. Împreună cu Éric Bothorel, a coordonat un grup de circa douăzeci de parlamentari implicați în organizarea consultării naționale ce a urmat mișcării „Vestele galbene”. Întrebată despre oportunitatea instituirii unui referendum de inițiativă cetățenească, a declarat că „nu răspunzi unei mișcări populiste cu un răspuns populist”.
Candidată pentru un nou mandat, a fost realeasă deputată a celei de-a 9-a circumscripții din Essonne la 19 iunie 2022, cu 51,27% din voturi, în fața Nadiei Beletreche, candidata EÉLV susținută de Noua Uniune Populară Ecologică și Socială (NUPES).
La 29 iunie 2022 a fost aleasă primă chestoră a Adunării Naționale. Deși publicația La Lettre A a descris-o în 2023 ca fiind „în pierdere de influență în cadrul Renaissance”, Les Échos a subliniat caracterul „strategic” al unei „funcții de putere […] care le oferă deținătorilor control asupra finanțelor și gestiunii Adunării”. Rămânând membră a biroului executiv al partidului Renaissance, a fost aleasă președintă a Renaissance în Essonne în ianuarie 2023.
La 30 iunie 2024, candidând pentru realegere în a 9-a circumscripție din Essonne, s-a calificat în turul al doilea al alegerilor legislative. Clasată abia pe locul al treilea, cu 27,11% din voturi, în urma candidatei Noului Front Popular, Julie Ozenne (37,6%), și a candidatului Rassemblement national (RN), Paul-Henri Merrien (29,96%), s-a retras pentru a bloca accederea RN.

### Ministră delegată pentru Teritoriile de peste mări
Marie Guévenoux a fost numită ministră delegată pentru Teritoriile de peste mări în guvernul condus de Gabriel Attal, la 8 februarie 2024, înlocuindu-l pe Philippe Vigier. A ocupat această funcție până la 21 septembrie 2024.
La 14 ianuarie 2025 a fost numită consilieră specială în cabinetul ministrului de stat și ministru al Justiției, Gérald Darmanin⁠(d).